# Municipio de Pleasant (condado de Cass)
El municipio de Pleasant (en inglés: Pleasant Township) es un municipio ubicado en el condado de Cass en el estado estadounidense de Iowa. En el año 2010 tenía una población de 1267 habitantes y una densidad poblacional de 13,9 personas por km².

## Geografía
El municipio de Pleasant se encuentra ubicado en las coordenadas 41°12′7″N 95°5′55″O / 41.20194, -95.09861. Según la Oficina del Censo de los Estados Unidos, el municipio tiene una superficie total de 91.16 km², de la cual 91.16 km² corresponden a tierra firme y (0%) 0 km² es agua.

## Demografía
Según el censo de 2010, había 1267 personas residiendo en el municipio de Pleasant. La densidad de población era de 13,9 hab./km². De los 1267 habitantes, el municipio de Pleasant estaba compuesto por el 97.32% blancos, el 0.87% eran afroamericanos, el 0.24% eran amerindios, el 0.08% eran asiáticos, el 0.47% eran isleños del Pacífico, el 0.24% eran de otras razas y el 0.79% pertenecían a dos o más razas. Del total de la población el 1.03% eran hispanos o latinos de cualquier raza.